# Чемпионат Швеции среди легковых автомобилей
Чемпионат Швеции по шоссейно-кольцевым гонкам среди легковых автомобилей (англ. Swedish Touring Car Championship или просто STCC) — туринговое автомобильное первенство, существовавшее в 1996—2010 годах. Серия базировалась в Швеции, но часть своих этапов проводила в Норвегии.

## Общая информация

### История чемпионата
В 1990-х годах во многих странах Европы и, в частности, в Швеции немалую популярность обрели трансляции Британского турингового чемпионата. Вскоре Швеция, также имевшая множество достаточно сильных гонщиков и команд, создала собственное национальное первенство. Помимо основного турингового чемпионата было создано несколько монокубков, картинговая серия и мотоциклетный чемпионат (использовалась техника класса Superbike).
В 1998 году, дабы поощрить участников, не связанных с крупными автопроизводителями, в серии был введён отдельный зачёт для независимых пилотов.
Новый чемпионат быстро обрёл популярность и привлёк внимание спонсоров. Вскоре серия стала широко освещаться на национальном телевидении. В 1998 году сильнейшим производителем впервые стала не шведская марка, через три года чемпионат впервые выиграл пилот, представлявший не одну из двух титульных стран.
В 2010 году серия была объединена с датским первенством. В первый год существования нового чемпионата, сохранившего бренд STCC (теперь правда как Скандинавского первенства) Шведский туринг сохранился и выявил своего последнего чемпиона, но в 2011 году, когда новый проект показал свою жизнеспособность, национальный чемпионат был окончательно закрыт.
В последние годы своего существования призёры командного зачёта получали дополнительное финансирование от организаторов серии.

### Регламент
С 2003 года на старт гонок серии допускались только машины класса Super 2000 (как и в тогдашнем чемпионате мира), а также машины национальной категории — N2000 (без омологации от FIA).
Подобные правила позволили участникам серии подготовить к участию в серии не только технику шведского концерна Volvo, а также весьма популярную в то время продукцию компаний Alfa Romeo, BMW, Chevrolet и SEAT. Помимо этого в гонках участвовали марки Mercedes-Benz, Opel и Volkswagen.

### Формат уик-энда
Каждый гоночный уик-энд включает квалификацию и две гонки.
Квалификация состоит из двух сегментов: в первом из них определяется стартовое поле для пилотов показавших времена с девятого и медленнее; второй сегмент (т. н. Superpole) определял расстановку пилотов в первой восьмёрке: группа пилотов стартовала в прямом порядке относительно показанных ими результатов в первой гонке и в обратном — во второй.
Каждая гонка стартовала с ходу и продолжалась около 20 минут.

### Очковая система
Серия заимствовала систему, применяемую в чемпионатах под эгидой FIA. Было внесено лишь одно изменение — полновесные очки присуждались за места в обеих гонках. При равенстве очков выше становился тот пилот, кто выше финишировал в последней гонке.
- Детальная схема присуждения очков в последний год существования серии такова:

|       | 1  | 2  | 3  | 4  | 5  | 6 | 7 | 8 | 9 | 10 |
| ----- | -- | -- | -- | -- | -- | - | - | - | - | -- |
| Гонка | 25 | 18 | 15 | 12 | 10 | 8 | 6 | 4 | 2 | 1  |

### Серия в поп-культуре
В 1999 и 2000 годах по мотивам гонок серии компания Electronic Arts выпустила 2 серии автосимулятора STCC.

## Чемпионы серии
| Сезон | Абсолютный зачёт     | Абсолютный зачёт | Абсолютный зачёт          | Независимый зачёт   | Независимый зачёт |
| Сезон | Пилот                | Марка            | Команда                   | Пилот               | Марка             |
| ----- | -------------------- | ---------------- | ------------------------- | ------------------- | ----------------- |
| 1996  | Ян Нильссон          | Volvo            | Flash Engineering         | -                   | -                 |
| 1997  | Ян Нильссон (2)      | Volvo            | Flash Engineering         | -                   | -                 |
| 1998  | Фредрик Экблум       | BMW              | WestCoast Racing          | Понтус Мёрт         | Opel              |
| 1999  | Маттиас Экстрём      | Audi             | Kristoffersson Motorsport | Ким Эсбьюг          | BMW               |
| 2000  | Томми Рустад         | Nissan           | Crawford Nissan Racing    | Магнус Крукстрём    | Audi              |
| 2001  | Роберто Колчаго      | Audi             | Kristoffersson Motorsport | Тобиас Юханссон     | Audi              |
| 2002  | Роберто Колчаго (2)  | Audi             | Kristoffersson Motorsport | Тобиас Юханссон (2) | Audi              |
| 2003  | Фредрик Экблум (2)   | Audi             | Kristoffersson Motorsport | -                   | -                 |
| 2004  | Рикард Йёранссон     | BMW              | WestCoast Racing          | Юхан Нильссон       | Volvo             |
| 2005  | Рикард Йёранссон (2) | BMW              | WestCoast Racing          | Юхан Нильссон (2)   | BMW               |
| 2006  | Тед Бьёрк            | Audi             | Kristoffersson Motorsport | Йоаким Фрид         | BMW               |
| 2007  | Фредрик Экблум (3)   | BMW              | WestCoast Racing          | Йоаким Фрид (2)     | Opel              |
| 2008  | Рикард Йёранссон (3) | BMW              | Flash Engineering         | Тобиас Юханссон (3) | Mercedes-Benz     |
| 2009  | Томми Рустад (2)     | Volvo            | Polestar Racing           | Виктор Халльруп     | BMW               |
| 2010  | Рикард Йёранссон (4) | BMW              | Polestar Racing           | Андреас Эббессон    | BMW               |